# Hieronymus Otto Agricola
Hieronymus Otto Agricola, latinisiert aus Hieronymus Otto Bauer (* 30. September 1571 in Villingen; † 6. März 1627 in Brixen) war ein deutscher Geistlicher und Fürstbischof von Brixen.

## Leben und Wirken
Ein Jahr nach seiner Geburt folgte sein Vater, der Buchdrucker Hans Bauer, einer Berufung des Erzherzogs Ferdinand II. von Tirol nach Innsbruck. Hieronymus studierte an den Universitäten von Dillingen an der Donau, Perugia und Pisa. Nach seiner Promotion zum Doktor beider Rechte erhielt Hieronymus Otto Agricola, wie er sich nach humanistischer Gepflogenheit nannte, 1599/1600 die Weihen sowie ein Kanonikat am Dom zu Brixen. Von 1601 bis 1619 hatte er das Amt des Generalvikars inne. Als Domherr und Mitglied des Domkapitels war er von 1608 bis 1615 Domscholaster und anschließend Domdekan. 1625 wurde er vom Brixener Domkapitel zum Bischof des Bistums Brixen gewählt. Nur noch kurze Zeit wirkte er als Bischof.